# Karl Koch (hacker)
Karl Koch (22 de julio de 1965 – 23 de mayo de 1989) fue un hacker alemán de los años 1980, que utilizaba el sobrenombre de Hagbard Celine (nombre del protagonista de la trilogía de libros Illuminatus!). Es considerado por muchos como el inventor de los troyanos y estuvo involucrado en un incidente de espionaje durante la Guerra Fría.

## Primeros años
Koch nació en Hanóver el 22 de julio de 1965. Su madre falleció en 1976 de cáncer y su padre era alcohólico. Desde joven se interesó por la astronomía y participó en el consejo estudiantil de su región. Con los ingresos que obtuvo en ese puesto se compró su primera computadora. En su decimoprimer cumpleaños, su padre le regaló lo que vino a ser la obsesión de su vida, la trilogía Illuminatus! de Robert Anton Wilson. En 1984, su padre falleció de un tumor cerebral y le dejó una herencia de 240.000 marcos alemanes (la mitad de este dinero se lo entregó a su hermana) con los cuales se compró, entre cosas, un Atari ST.

## Hacker y espía
Como su seudónimo lo indica, estaba muy influenciado por la trilogía Illuminatus! de Robert Anton Wilson y Robert Shea. Además de adoptar el nombre de un personaje del libro, también llamó a su computadora "FUCKUP" ("First Universal Cybernetic-Kinetic Ultra-Micro Programmer") en honor de una computadora diseñada y construida por ese personaje. Era adicto a las drogas y se volvió extremadamente paranoico, llegando al punto de convencerse de que los Illuminati eran reales y que él era parte de la lucha contra ellos, al igual que su homónimo literario.
Koch estaba vagamente afiliado con el Chaos Computer Club. Trabajó con los hackers conocidos como DOB (Dirk-Otto Brezinski), Pengo (Hans Heinrich Hübner) y Urmel (Markus Hess). Vendió información militar estadounidense a la KGB. Finalmente, él y Pengo se entregaron a las autoridades y confesaron su delito.

## Muerte
El 23 de mayo de 1989, su cuerpo carbonizado, quemado con gasolina, fue encontrado en un bosque cerca de Celle. Según algunas fuentes, el cuerpo se encontraba apartado del coche a unos 25 metros en una zona boscosa. Se considera, por lo general, que se trató de un suicidio. También hay teorías que apuntan a que fue asesinado por investigar sociedades secretas.

## Koch en los medios

### Literatura
- Katie Hafner, John Markoff. CYBERPUNK: Outlaws and Hackers on the Computer Frontier, Revised (November 1, 1995 edición). Simon & Schuster. pp. 400. ISBN 0684818620.

### Cine
- Se filmó una película alemana sobre su vida, titulada 23, que fue estrenada en 1998. Si bien fue aclamada por la crítica, ha sido duramente criticada por la explotación de los testigos de la vida real. Sirve como correctivo de la película la documentación escrita por sus amigos.[8]

### Música
- Koch fue conmemorado por el grupo electrónico Clock DVA en el inicio de su video musical para "The Hacker".